# 13449 Margaretgarland
A 13449 Margaretgarland (ideiglenes jelöléssel 4845 P-L) a Naprendszer kisbolygóövében található aszteroida. Cornelis Johannes van Houten, Ingrid van Houten-Groeneveld és Tom Gehrels fedezte fel 1960. szeptember 24-én.